# Sr. y Sra. Adelman
Sr. y Sra. Adelman, en francés, Monsieur et Madame Adelman es el nombre de una película francesa dirigida por Nicolas Bedos y estrenada en 2017.

## Sinopsis
Cuando Sarah conoce a Víctor en 1971, aún no sabe que van a pasar juntos 45 años de una vida llena de pasión y secretos, penas y sorpresas. La vida de una pareja.

## Reparto
- Doria Tillier: Sarah Adelman
- Nicolas Bedos: Victor Adelman
- Denis Podalydès: el encogimiento
- Antoine Gouy: el periodista
- Christiane Millet: Sra de Richemont
- Pierre Arditi: Claude de Richemont
- Zabou Breitman: Directora de la escuela
- Julien Boisselier: Antoine de Richemont
- Lola Bessis: Mélanie (estudiante)
- Jean-Pierre Lorit: Marc
- Nicolas Briançon: el pediatra
- Betty Reicher: madre de Sarah
- Ronald Guttman: padre de Sarah
- Solange Najman: abuela de Sarah
- Solveig Maupu: la hermana de Victor
- Julie Delarme: Chloé adulta
- Lucie Fagedet: Chloé a los 14 años
- Jack Lang: lui-même

## Reconocimiento

### Recompensas
- Festival de cine de Cabourg 2017 : Revelación femenina para Doria Tillier

### Nominaciones
- Premios César: 
  - César a la mejor actriz para Doria Tillier
  - César a la mejor ópera prima para Nicolas Bedos
- Globos de Cristal 2018: 
  - Globo de cristal de la Mejor Actriz para Doria Tillier
  - Glob6 de cristal a la Mejor Película